# Sint-Jorisgilde (Loenhout)

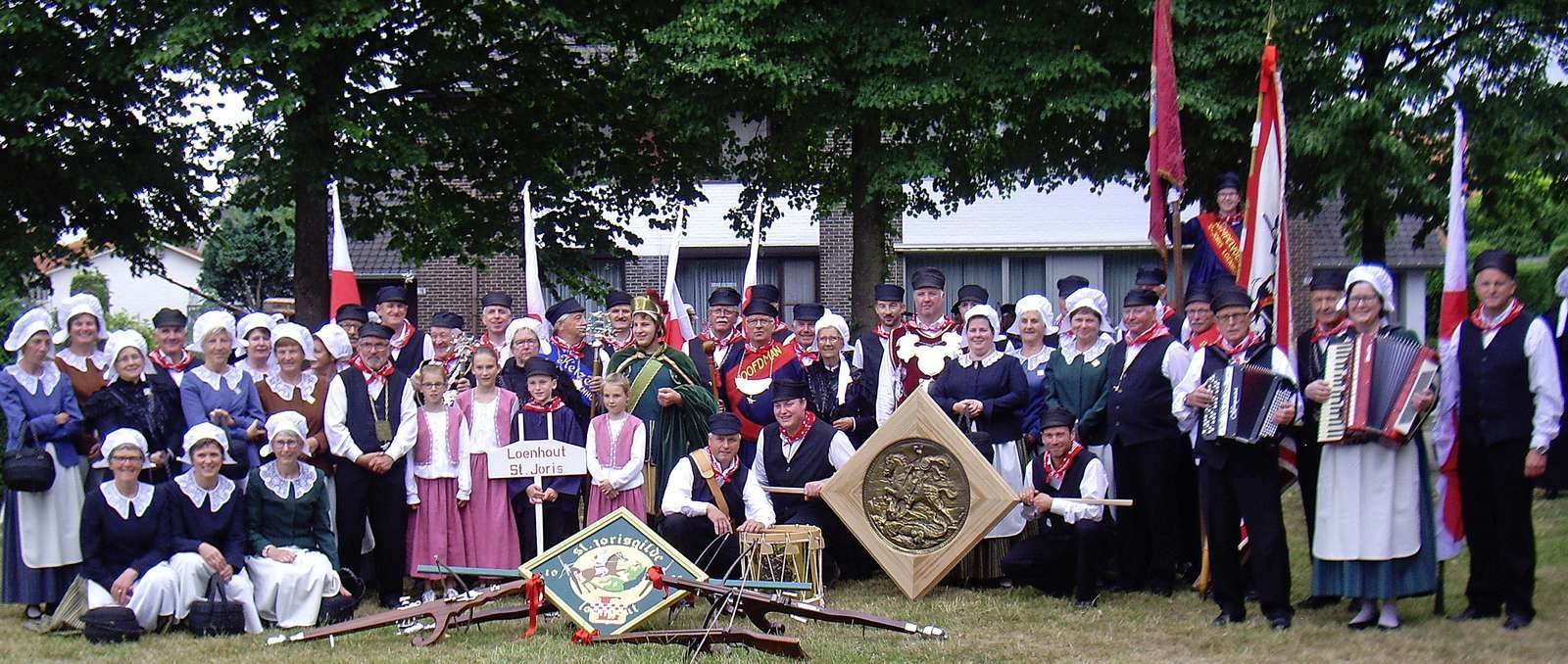
Leden Sint-Jorisgilde Loenhout

Sint-Jorisgilde in Loenhout is een gilde van kruisboogschutters.

## Geschiedenis

### Middeleeuwen
De stichtingsdatum van de gilde is 1354, volgens de vlag van de gilde.Zij was afhankelijk van de hoofdgilde in Leuven. Tijdens de heerschappij van Hertog Jan III van Brabant werden de gilden vanaf 1340 gesticht. In 1374 werd de gilde te Loenhout genoemd in het testament van de Heer van Loenhout, ridder Daniel Van Boechout. Hij stichtte het altaar van de St.-Jorisgilde in de kerk een kapelanie.

### Renaissance
In 1538 werd in de kerk van Loenhout een nieuw altaar voor St.-Joris geplaatst tegen een pilaar waar voorheen een beeld van Sint Geertruide had gestaan. Als gevolg hiervan kreeg de gilde een jaarlijkse rente van vier Carolusgulden door een schepenakte van Cornelis Bode. Dankzij de rente stichtte de gilde een wekelijkse mis aan dit voornoemde altaar.
Later, op 2 april 1642, kreeg de gilde geld uit het testament van de eerzame heer Peter Joos Gilsmans. Hij gaf een kapitaal van vierhonderd Carolusgulden aan den Edelen Ridder van St.-Joris. Deze som moesten de dekens gebruiken voor: 1) Jaarlijks een mis laten opdragen voor het zielenheil van Gilsmans op de dag na verloren maandag Het stichten van een mis tot lafenis van zijn ziel, en deze te doen de dag na verloren maandag. 2)Het herstellen van het altaar van St.-Joris indien dit nodig mocht zijn.
Uit deze periode komt de St.-Jorisbeeld dat destijds prijkte boven het St.-Jorisaltaar. Het is een Albasten St.-Jorisbeeld, 36 cm hoog en 18,5 cm breed. Deze afmetingen komen overeen met de periode uit de Engelse halfverheven beelden. De oudheidkundige inventaris van kunstvoorwerpen van de provincie Antwerpen omschrijft het beeld als volgt: “St.-Joris te paard bekampt de draak, die aan de voeten van St.-Margaretha sterft; op de achtergrond staan twee torens; op het toppunt van de torens staan de hoofden van de ouders der heilige; een doorwerkt verhemelte bekroont de samenstelling, waarop nog sporen van een veelkleurige beschildering zichtbaar is.
In het gemeentearchief vinden we een akte uit 1539 die bestelling van het beeld aan meester Jan Van Velthoven uit Breda verbindt. De bestelling werd geplaatst door Marcus Luycx, schout en hoofdman van de Sint-Jorisgilde. Hierbij enkele uittreksels uit de tekst: “Jan Van Velthoven, beeldsnijder, wonende te Breda heeft aangenomen te leveren een beeld van St.-Joris te paard met de draak, met de maagd, om dit op de beste manier uit te voeren en zelf te maken voor de prijs van zestien Carolusgulden. De man zittend op het paard en zal hebben een zwaard in de rechterhand en zal met de rechterzijde staan op de beste manieren en het schoonst zijn gemaakt. De man moet op het paard zitten en het paard moet springen met de voorste poten over den draak. Dit alles te leveren voor St.-Jorisdag van dat jaar. De twee dekens van de gilde, Peter van der Buyten en Hendrick van Aerde zijn aangesteld als keurmeesters.”
De gilde kon verder worden uitgebouwd door de schenking van de weledele Juffrouw Catharina De Perez. Ze schonk in de eerste helft van de 17de eeuw aan de Loenhoutse gilden het Schuttersveld met doelhuisjes. Een stuk grond van tachtig tot negentig aren, behorende de noordhelft aan de St.-Sebastiaansgilde en de zuiderhelft aan de kruisboog van de St.-jorisgilde. De doelhuisjes zijn omstreeks 1930 afgebroken omdat de gronden in onbruik waren geraakt. De schietingen werden toen gehouden bij de lokaalhouder. De gronden werden intussen verpacht en later verkocht.
Verder werden de administratie van de gilde uitgebreid. Sinds 1751 was de gilde verantwoordelijk voor de vergoeding van de pastoor, koster, misdienaars en orgelist voor de jaarlijkse viering van de patroon en herdenking van de overledenen.

### Franse Revolutie
Tijdens de Franse bezetting verdwenen sommige gilden, of hun bezittingen werden afgepakt. De Sint-Joris gilde bleef bestaan en werd als dusdanig door het kerkbestuur erkend. Dit weten we dankzij de bewaard gebleven rekeningen van de gilde (1739-1891). In 1789 en 1790 bekostigde de gilde het herstellen van het altaar. Daarnaast was de opbrengst van het offerblok voor de gilde bestemd.

### Eerste helft van de 20ste eeuw

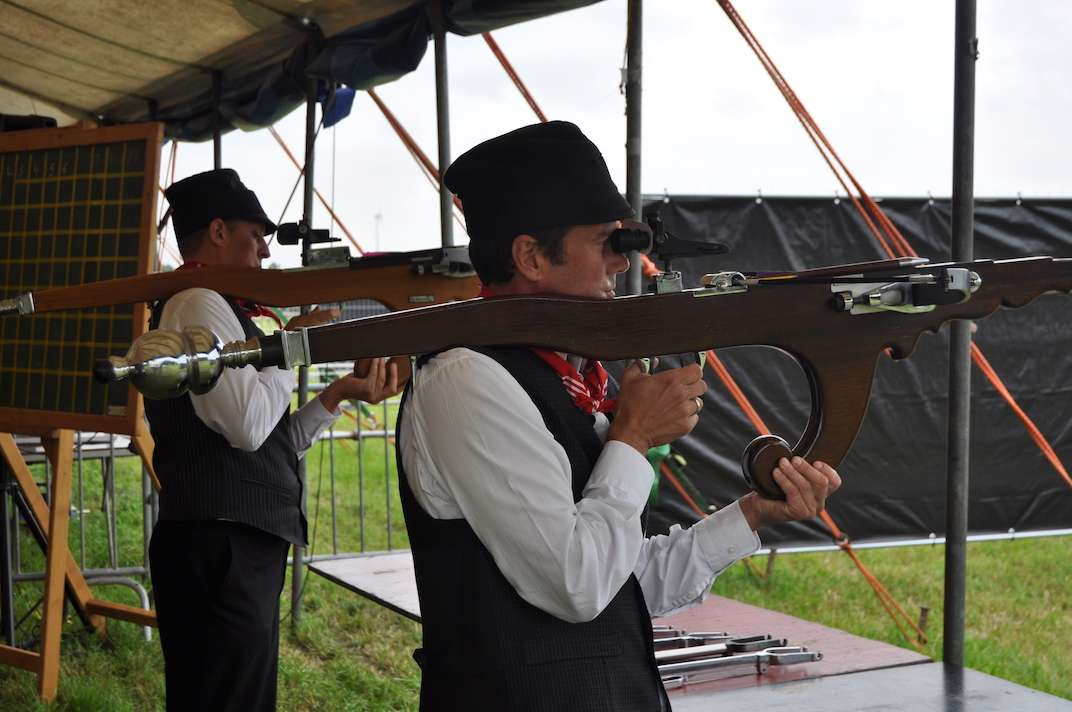
Sint-Jansboog in Sint-Jorisgilde te Loenhout

Volgens het register van de Sint-Jorisgilde telde deze in 1908 56 mannen. Ook tijdens het interbellum waren er nog verschillende schietingen, gildenfeesten en congressen. In het begin van de jaren dertig werd onder impuls van Dokter Gommers uit Meerle het verbond der St.Jansboog binnen de Noorderkempen opgericht. Zeven gilden sloten hierbij aan, waaronder de Sint-Jorisgilde van Loenhout. Na de oorlog sloten ook de Nederlandse gilden Rijsbergen en Sprundel aan bij dit verbond. Hierbij begonnen de gilden de Sint-Jansboog te gebruiken in plaats van de voetboog.
Gedurende de Tweede Wereldoorlog werd de dorp Loenhout zwaar beschadigd. De kerk brandde en het altaar van St-Joris verdween. Het Sint-Jorisbeeld in albast was reeds in veilige bewaring gebracht met andere kerkschatten in Antwerpen en stond dus niet meer in het verwoeste altaar. Bij het ruimen van het puin na de oorlog zijn de zilveren Keizersvogeltjes teruggevonden en opnieuw aan de St. Jorisgilde overgemaakt.
Ook het gildelokaal bij Charel Boudewijns brandde volledig uit. Alle gildebezittingen zoals het vlag, de bogen, de boeken en andere verdwenen. De oude breuk had veel te lijden onder de hitte. Die sporen zijn nu nog waar te nemen. De gilde stopte echter niet door al die ellende want in 1948 werd een nieuwe gildevlag aangeschaft, die gedurende bijna 50 jaar bij alle belangrijke gildefestiviteiten werd gedragen.